# Welcome to Paradise (Green Day)
Welcome to Paradise is de tweede single van de Amerikaanse punkband Green Day. Het lied maakte origineel enkel deel uit van Kerplunk, het tweede studioalbum van de groep, maar werd door de single ook opnieuw gebruikt op hun volgende album Dookie.

## Tracklist
1. "Welcome to Paradise" - 3:45
2. "Chump (live)" - 2:44
3. "Emenius Sleepus" - 1:44

- (De livetrack werd in Saint Petersburg, Florida op 11 maart 1994 opgenomen.)

## Hitlijsten
| Jaar | Hitlijst                  | Nr. |
| ---- | ------------------------- | --- |
| 1994 | Official UK Singles Chart | 20  |